# Drilonereis monroi
Drilonereis monroi är en ringmaskart som beskrevs av Francis Day 1960. Drilonereis monroi ingår i släktet Drilonereis och familjen Oenonidae. Inga underarter finns listade i Catalogue of Life.